# جيمي بينينغتون

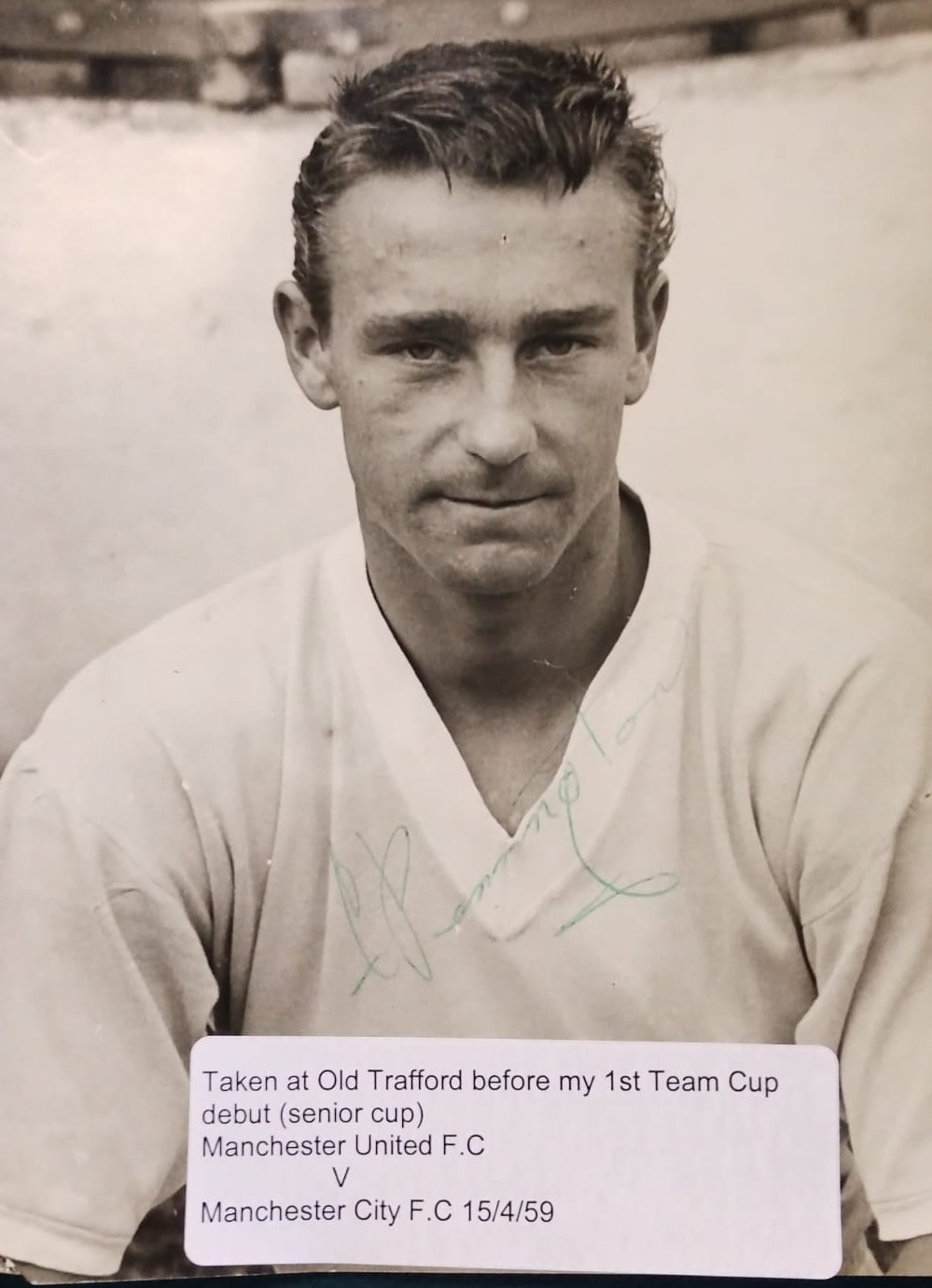
جيمي بينينغتون

جيمي بينينغتون (بالإنجليزية: Jimmy Pennington) (26 أبريل 1939 في المملكة المتحدة - ) هو لاعب كرة قدم بريطاني في مركز الوسط. لعب مع أولدهام أثلتيك وغريمسبي تاون ومانشستر سيتي ونادي روتشديل ونادي كرو ألكساندرا ونورثويتش فيكتوريا.

## وصلات خارجية
- جيمي بينينغتون في قاعدة بيانات انتقالات اللاعبين من الألف إلى الياء في الدوري الإنجليزي والإسكتلندي لكرة القدم بعد الحرب